# Хорольська міська рада
Хорольська міська рада — орган місцевого самоврядування у Хорольському районі Полтавської області з центром у місті Хоролі. Окрім Хорола раді не підпорядковано більше населених пунктів.

## Влада
Загальний склад ради — 30
Міські голови (голови міської ради)
- Свириденко Ігор Володимирович[1]

31.10.2010 — зараз
26.03.2006 — 31.10.2010